# Dalok a szerelemről
A Dalok a szerelemről más előadóknak írt dalok gyűjteménye Demjén Ferenc előadásában.

## Dallista

### A oldal
1. Legyen ünnep (Demjén Ferenc)
2. Ne sírj (Demjén Ferenc)
3. Várok rád (Menyhárt János-Demjén Ferenc)
4. Elmúlt egy nyár (Menyhárt János-Demjén Ferenc)
5. Légy hű örökre (Menyhárt János-Demjén Ferenc)

### B oldal
1. Mosolyod börtönében (Menyhárt János-Demjén Ferenc)
2. Mindenhol és sehol (Závodi Gábor-Demjén Ferenc)
3. Mesél a szemed (Demjén Ferenc)
4. Olyan messze van (Demjén Ferenc)
5. Elkésett üzenet (Menyhárt János-Demjén Ferenc)

## Közreműködtek
- Demjén Ferenc – ének, vokál
- Menyhárt János – gitárok, vokál
- Závodi Gábor – billentyűs, vokál
- Szentmihályi Gábor – dobok
- Zsoldos Tamás – basszusgitár